# أوريا هول
أوريا الكسندر هول (بالإنجليزية: Uriah Alexander Hal؛ مواليد 31 يوليو 1984) هو مُقاتل فنون قتالية مختلطة أمريكي.

## وصلات خارجية
- أوريا هول على موقع بوكس ريك (الإنجليزية) (registration required)
- أوريا هول على موقع يو إف سي (الإنجليزية)
- أوريا هول على موقع بيلاتور (الإنجليزية)
- أوريا هول على موقع شيردوغ (الإنجليزية)
- أوريا هول على موقع Tapology.com (الإنجليزية)
- أوريا هول على موقع IMDb (الإنجليزية)
- أوريا هول على موقع قاعدة بيانات الفيلم (الإنجليزية)